# Luxemburg űrkutatása
Luxemburg űrkutatása. Az ország kormánya gyorsan felismerte, hogy az új technológiai forradalom gazdaságilag is eredményes befektetést jelent. Kormányzati- és a magántőke összefogásával a mikró elektronikát- és a távközlést tekintették piacvezető szolgáltatásnak.

## Története
Az űrkutatást a kormány által létrehozott Űrkutatási Bizottság koordinálja. Több nemzetközi együttműködés aláírásával (ESA, Franciaország, Németország, Magyarország) segíti a hazai űrprogram megvalósulását. Oktató Intézetei, tudományos kutatást végző laboratóriumai, a fejlesztésben rész vevő vállalatok a mikroelektronikában magas szintű felkészültséggel rendelkeznek.
Kialakította a műholdak követéséhez szükséges földi állomásokat. Programjában a távközlés (televízió, rádió, fax, internet, mobil telefon) lett előtérbe helyezve.
2005. június 30-óta az Európai Űrügynökség (ESA) 17. tagállama. A legjelentősebb a luxemburgi részvétel az ESA ARTES távközlési programjában.
Az ESA több, központi rendezvényének (tudományos és űrpolitikai ülések) ad székhelyet.

## Vállalatok
- Betzdorfban székel az Astra (Société Européenne des Satellites-Astra – SES Astra) telekommunikációs magáncég, a világ egyik legnagyobb műhold (SES Astra; SES World Skies) üzemeltető vállalata. Műholdjai révén a világ lakosságának 99%-át eléri az általa sugárzott műsorokkal. Európa legkiterjedtebb műholdhálózatát üzemelteti.
- LuxSpace cég a német OHB Systems leányvállalata építette a VesselSat–1 műholdat.

## Műholdak
- Astra–1A kommunikációs műhold az első műholdja
- VesselSat–1 a tengeri hajóforgalom követésének űreszköze,